# Drugie wystąpienie UWO
Drugie wystąpienie UWO (zwane także drugim częściowym wystąpieniem) – akcja terrorystyczno-dywersyjna przeprowadzona w Małopolsce Wschodniej przez Ukraińską Organizację Wojskową (UWO) wraz z Organizacją Ukraińskich Nacjonalistów (OUN) od lipca do listopada 1930 roku, ze szczególnym nasileniem w miesiącach letnich. Polegała głównie na podpaleniach mienia polskich właścicieli ziemskich, osadników oraz Ukraińców lojalnych wobec państwa polskiego. W drugiej kolejności atakowano polskie obiekty administracyjne, urzędy pocztowe, zrywano tory kolejowe, mosty, drogi, ścinano słupy telefoniczne. Podawane są różne liczby dokonanych wystąpień. Lucyna Kulińska podaje liczbę 191 akcji terrorystycznych (z czego 19 na mienie państwowe i 172 na mienie prywatne), Adam Ostanek wskazuje na 197 przypadków działań sabotażowych (w tym 25 dotyczących mienia państwowego, 172 mienia prywatnego), Ryszard Torzecki pisał w roku 1972 o 2200 poważnych aktach sabotażu. Według Urzędu Śledczego we Lwowie głównym zamiarem drugiego wystąpienia UWO było zniszczenie pojawiających się postaw ugodowych społeczności ukraińskiej wobec państwa polskiego i pokazania żywotności ukraińskiej organizacji. Według sprawozdań policji między lipcem a październikiem 1930 dokonanych zostało 186 aktów terroru: 1 napad na ambulans pocztowy, 8 sabotaży na torach, 14 na liniach energetycznych i telefonicznych (zwalanie słupów), 155 podpaleń mienia (w dużej mierze stogi siana, zabudowania gospodarcze), 8 usiłowań. Przeważająca większość akcji sabotażowych polegała na podpaleniu stogów siana i innych zabudowań gospodarczych. W przeciwieństwie do poprzednich wystąpień UWO nie stosowano przemocy wobec ludzi.
Celem akcji było zastraszenie polskiej ludności, powstrzymanie pojawiania się postaw ugodowych Ukraińców wobec państwa polskiego oraz podważenie jego autorytetu w oczach mieszkańców Małopolski Wschodniej. OUN i UWO liczyły na zdobycie popularności wśród ukraińskiej ludności dzięki wykorzystaniu nastrojów niezadowolenia, wynikających z pogłębiającego się kryzysu gospodarczego. Inicjatorzy akcji dążyli także do sprowokowania akcji represyjnej, która zantagonizowałaby Polaków i Ukraińców oraz pozwoliłaby na przypomnienie o sprawie ukraińskiej na forum międzynarodowym. Historycy zwracają uwagę na zbieżność w czasie drugiego wystąpienia UWO z eskalacją niemieckiej propagandy rewizjonistycznej przeciwko Polsce. Wszystkie oddziały OUN za granicą otrzymały instrukcje organizowania akcji protestacyjnej na wypadek zastosowania represji przez polskie władze.
W pierwszej kolejności do wystąpień przystąpili Junacy OUN korzystając z wolnego czasu (letnie wakacje); dopiero później do akcji włączyły się bojówki UWO.
Oprócz niszczenia mienia bojówki OUN-UWO dokonywały napadów rabunkowych. 30 lipca 1930 roku pod Bóbrką zrabowano 26 tys. złotych z transportu pocztowego zabijając policjanta Józefa Molewskiego, 28 października podobnego napadu dokonano pod Bełzem.
Władze początkowo liczyły na zaprowadzenie porządku siłami lokalnymi. Wzmożono kontrolę ludności, przeprowadzano obławy i rewizje, zmieniono system patrolowania terenu, wystawiano nocne warty. Wprowadzono przyspieszony tryb postępowania w sprawach o niszczenie mienia. Okazało się jednak, że siły miejscowej policji są zbyt małe, a jej brak skuteczności prowokuje Ukraińców do dalszych wystąpień. W związku z tym ludność polska na własną rękę starała się uchronić od ewentualnego zagrożenia własnego życia i mienia. W tym celu organizowała wiece protestacyjne i komitety samoobrony, założono Związek Obrony Kresów Wschodnich, współdziałał także z nimi Związek Oficerów Rezerwy. Istniało niebezpieczeństwo podjęcia przez Polaków działań odwetowych na własną rękę.
Liczba akcji terrorystycznych według „Sprawozdania z Życia Mniejszości Narodowych” w czasie tzw. drugiego wystąpienia
| Województwo     | Miesiące 1930 r. | Miesiące 1930 r. | Miesiące 1930 r. | Miesiące 1930 r. | Miesiące 1930 r. | Razem |
| --------------- | ---------------- | ---------------- | ---------------- | ---------------- | ---------------- | ----- |
| Województwo     | lipiec           | sierpień         | wrzesień         | październik      | listopad         | Razem |
| lwowskie        | 3                | 21               | 31               | 9                | 3                | 67    |
| stanisławowskie | 2                | 8                | 14               | 5                | 5                | 34    |
| tarnopolskie    | 1                | 25               | 56               | 8                | –                | 90    |
| RAZEM           | 6                | 54               | 101              | 22               | 8                | 191   |

Fala terroru w początkowym stadium pozostała bez jakiejkolwiek reakcji ze strony legalnych organizacji ukraińskich, co mogło sugerować ich poparcie dla OUN-UWO. Dopiero 25 września 1930 roku Ukraińskie Zjednoczenie Narodowo-Demokratyczne, Ukraińska Partia Socjalistyczno-Radykalna i Ukraińska Socjaldemokratyczna Partia Robotnicza wydały wspólny komunikat, w którym dystansowały się od akcji OUN-UWO, nazywając je bezcelowymi i pozbawionymi sensu politycznego. Późniejsze polskie działania represyjne i zapobiegawcze kolejnym aktom terroru ujawniły, że także niektórzy działacze UNDO, Płastu, Łuha, jak i liczni uczniowie ukraińskich szkół byli zaangażowani w działania terrorystyczne.
Liczba zamachów zmalała pod koniec 1930 roku w wyniku przeprowadzonej przez rząd akcji represyjnej zwanej pacyfikacją. Decyzję w sprawie akcji pacyfikacyjnej podjął osobiście marszałek Józef Piłsudski, pełniący funkcję premiera. Nakazał podjęcie działań o charakterze policyjno-represyjnym ministrowi spraw wewnętrznych Felicjanowi Składkowskiemu:

Podpaleń, sabotaży, napadów i gwałtów w Małopolsce Wschodniej nie wolno traktować jako jakieś powstanie. Unikać rozlewu krwi, natomiast stosować, w razie dobrowolnego lub niedobrowolnego popierania zamachowców przez ludność, represje policyjne, a gdzie to nie pomoże - kwaterunek wojskowy ze wszystkimi ciężarami z nim związanymi. Sama obecność wojska uniemożliwi zamachowcom terroryzowanie ludności. Ludność musi wiedzieć, że ma słuchać władz, a nie zamachowców.